# .cc

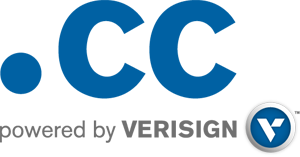

cc. دامنه اینترنتی منطقه جزایر کوکوس استرالیا است.